# Mişşi Śeśpĕl
Mişşi Śeśpĕl (txuvaix: Çеçпĕл Мишши [ˈɕeɕpʲëlʲ mʲiˈʂːi], Śeśpĕl Mişşi; pseudònim de Михаи́л Кузьми́ч Кузьми́н, Mikhaïl Kuzmitx Kuzmín) (28 de novembre de 1899 – 15 de juny de 1922) fou un poeta i revolucionari txuvaix, clàssic de la literatura txuvaixa.

## Vida
Va néixer al poble de Kasakkassi Şĕkĕr (actualment, Śeśpĕl), al centre del que ara és Txuvàixia, en el si d'una família pagesa. Va fer els quatre cursos de l'escola de Şăhazan, el cap del vólost on vivia, i entrà a treballar a l'administració del vólost.
Durant la Primera Guerra Mundial, es va allistar a l'exèrcit, primer com a empleat a la comandància d'un regiment i després en un tren sanitari. L'agost de 1916 va ser llicenciat per motius de salut i va tornar a casa.
De 1917 a 1919 va estudiar al seminari de mestres de Täteş/Tetiüixi, cap d'un vólost a l'actual Tatarstan amb una important minoria txuvaixa. En acabar els seus estudis, va iniciar la seva dedicació a la política treballant a la comissió d'investigació judicial de Täteş (1919-20). En crear-se l'Óblast Autònom Txuvaix, el 1920, va traslladar-se a la nova capital, Xupaixkar, on va esdevenir president del Tribunal Revolucionari i cap del Departament de justícia. Va ser detingut el 27 de desembre de 1920, però posat en llibertat el 7 de febrer de 1921. A causa del fort deteriorament de la seva salut, el maig va anar-se'n a rebre tractament a Crimea. A la tardor va ingressar a l'Escola d'Art de Kíiv, però va ser cridat a files per l'Exèrcit Roig. Després de ser llicenciat, a finals de desembre, a causa de l'agreujament de la tuberculosi òssia, va anar a casa d'un amic seu, a Oster, a l'óblast de Txerníhiv, al nord d'Ucraïna. Allà va començar a treballar a l'administració provincial, on, entre altres qüestions, va ocupar-se de l'acolliment de famílies txuvaixes que fugien de la fam que s'abatia llavors sobre Txuvàixia. El 15 de juny de 1922 es va suïcidar a Oster arran d'un agreujament de la seva malaltia i d'un conflicte amb els seus superiors a causa d'un refugiat txuvaix amb dos fills.

## Obra

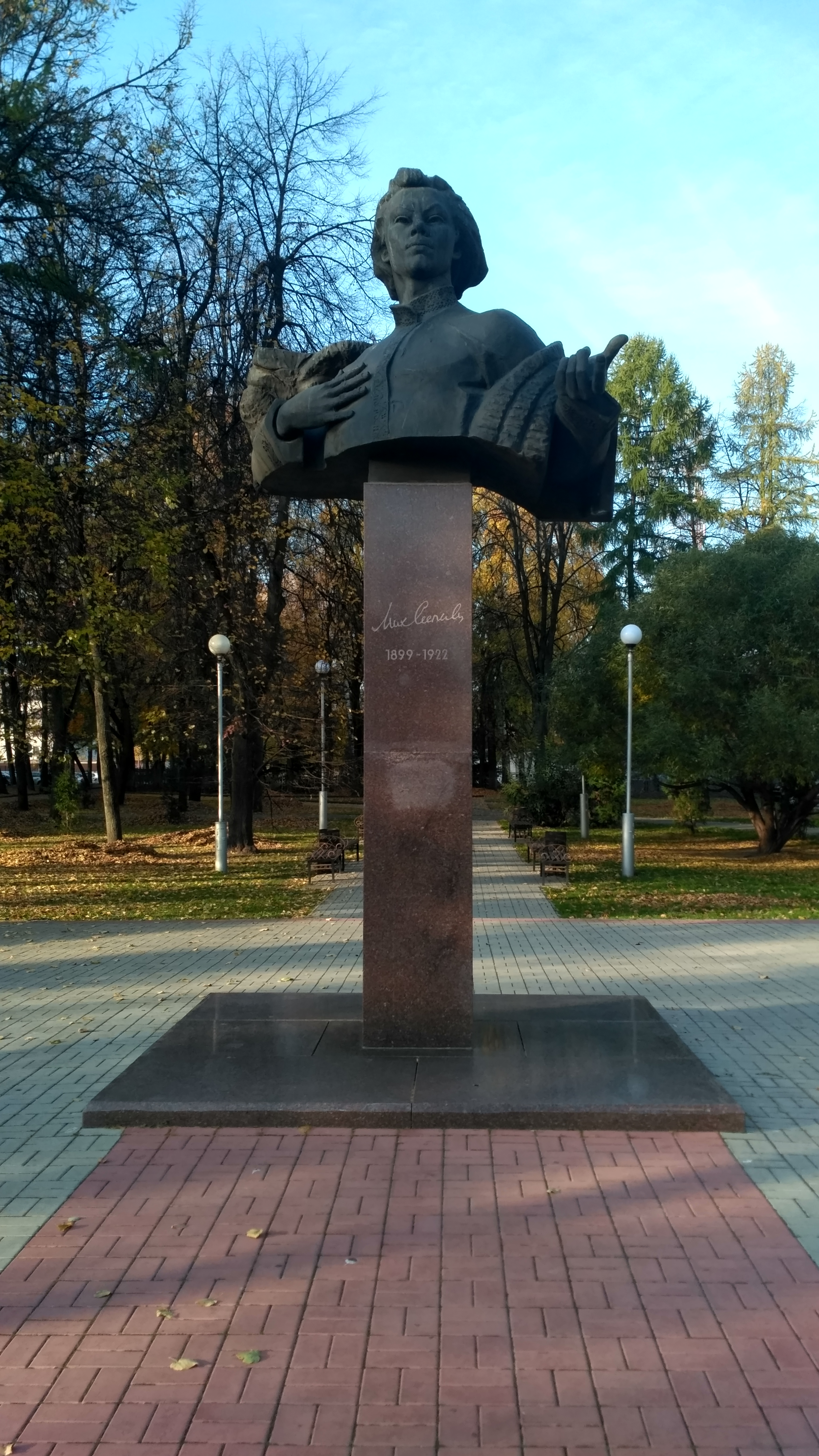
Monument a Mişşi Śeśpĕl a Xupaixkar

Mentre estudiava a Şăhazan, les seves poesies estaven profundament influenciades per la poesia russa del segle xix, alhora que componia poemes seguint models de la poesia popular txuvaixa. Durant el seu període Täteş, però, va estar inspirat per històries heroiques idealitzades de rebels i fogosos lluitadors per la llibertat. L'oposició entre la vella i la nova Rússia era un tema típic de la poesia d'aquells anys i Śeśpĕl el va fer seu descrivint la lluita del poble txuvaix contra l'opressió. En les seves poesies d'aquesta època es nota la influència dels simbolistes russos.
La seva poesia lírica es va desenvolupar després de la seva estada a Täteş. En els seus poemes, Śeśpĕl celebrava la bellesa humana i exaltava l'ideal de sentiments sublims. Plasmava els seus sentiments i experiències en matisos elusius de sons i colors, la qual cosa era la tècnica favorita dels simbolistes. Els seus colors principals eren el vermell, el verd i el blau: el vermell simbolitzava la lluita per la llibertat i el verd, l'artista, mentre que el blau era el color de l'amor. El més important eren els «sons vius del sentiment». Estudiant la naturalesa del txuvaix, Śeśpĕl va considerar que tendia a imitar el so i el matís de la llum. Sobre aquesta base, en aquest període va intentar una fusió orgànica de la imatge i l'estructura del vers, en la seva estructura mètrica i rítmica, amb el contingut de l'obra.
En el període de Xupaixkar, Śeśpĕl va començar a utilitzar noves metàfores, trops i figures retòriques als seus poemes. Tot plegat era necessari per crear una nova poètica i un nou estil. Aviat va desenvolupar una teoria innovadora del vers txuvaix. Va intentar combinar les millors qualitats de diferents escoles literàries i crear una escola que correspongués a l'esperit de les transformacions revolucionàries. Va també estar treballant per crear una organització d'escriptors txuvaixos, mentre recopilava una col·lecció de poemes de poetes txuvaixos. A la tardor de 1920, va publicar el seu treball teòric per renovar la composició del vers txuvaix Composició del vers i regles d'accentuació i va compondre una sèrie de poemes de caràcter programàtic: Çăvaş çĕlhi («Llengua txuvaixa») Çăvaş açine («Al nen txuvaix») i Çăvaş arămne («A l'esposa txuvaixa»). Durant aquest període, va cantar l'emancipació nacional i va predir la florida de la llengua, la literatura i la cultura del seu poble. A la presó, va escriure el poema Yıvăr şuhăşsem («Pensaments difícils»), en el qual el to pensatiu i menor s'aconsegueix a partir d'una estructura en dólnik del vers, en principi regit per l'accent fix, però que esdevé molt proper al vers lliure. En aquest període d'experimentació, Śeśpĕl va mantenir-se fidel al seu principal principi estètic: la subordinació dels símbols, les imatges i el discurs poètic al contingut de l'obra. Per crear imatges, sovint recorria a imatges cristianes, com es pot veure en els seus poemes, escrits ja a Crimea, Hurçă şançăk («Fe d'acer», setembre de 1921) i Vıś psalom («Psalm famolenc», octubre de 1921), on apareix la imatge de la pàtria clavada. A Crimea, utilitza a vegades el vers lliure.
A Oster, va interessar-se per l'imaginisme, en l'esperit del qual va compondre el poema «Amb ulls imaginaris» (30 de maig de 1922). A diferència dels imaginistes «d'esquerra», com Xerxenévitx o Marienhof, Śeśpĕl mai no va posar la imatge per sobre del significat, i en aquest sentit va estar més a prop de Iessenin. La seva poesia de l'època d'Oster incloïa imatges penetrants. El poeta s'apropà a la crua realitat, mentre que el seu heroi líric esdevenia rude i autodespreciatiu.
A més de poesia, Śeśpĕl va escriure articles periodístics i dos relats: Vărman açisem («Nens del bosc», 1918) i Istoma (1919) i el drama Upik (1921), en què va expressar les idees de llibertat nacional i igualtat dels pobles.

## Museu Śeśpĕl
En el poble natal de l'escriptor, al districte de Kanaş, hi ha un museu dedicat a ell, associat al Museu Nacional de Txuvàixia i inaugurat el 1999. El museu també fa de casa de cultura, biblioteca i museu local.